# 廷雍

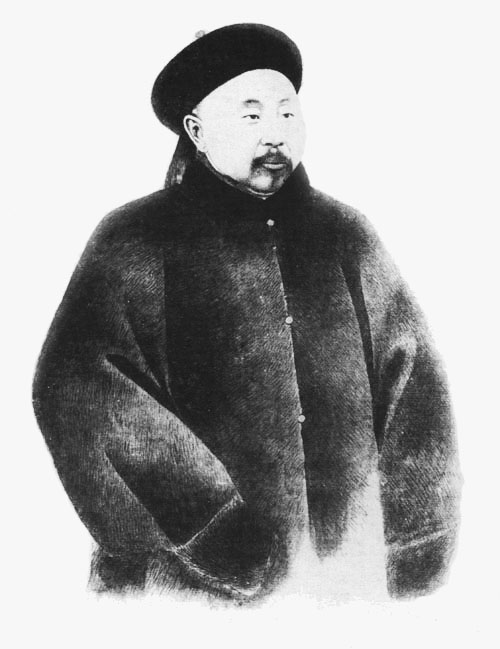
庚子辛亥忠烈像赞

廷雍（穆麟德轉寫：Tiyoo；1853年—1900年11月6日），字绍民，满洲正红旗人，直隶布政使、护理总督。因扶植支持义和团被八国联军斩首，为庚子事变中被八国联军所杀级别最高的中国官员。

## 生平
廷雍为清朝觉罗，满洲正红旗，贡生出身。1900年春，义和团兴起，时任直隶按察使的廷雍极力主张扶植，而布政使廷杰主张镇压，两人为此经常发生激烈争执，而直隶总督裕禄这时移驻天津，对此事不置可否。根据保定知府沈家本的建议，将天主教传教士和教徒都迁移到乡下的清苑县东闾村和徐水县安家庄两处教徒村，由官府拆毁城内天主教堂，以平息局面。同年6月，清廷明确表示支持义和团后，将主张镇压的布政使廷杰调离，而将主张扶植的廷雍升任为布政使。直隶省的教堂在短期内几乎全数被烧毁、许多传教士被杀，其中在保定的新教传教士全部被杀，其中包括北关教堂的美北长老会传教士，南关教堂的美国公理会传教士毕得经牧师（Horace Tracy Pitkin）等人，以及在保定的英国内地会传教士，传教士及其子女被杀共23人，同时中国教徒被杀100多人。屠杀在6月30日和7月1日（农历六月四、五日）两天进行，地点在保定南城外凤凰台（今环城南路医药公司西侧）。屠杀发生时，廷雍下令紧闭城门，不使基督徒和传教士逃脱，并且派张协戎督兵镇压教民。
7月，八国联军攻陷天津，直隶总督裕禄上书请辞，被慈禧革职留用，7月8日，调任李鸿章为直隶总督，但李鸿章迟迟不愿北上赴任。8月5日，裕禄在天津杨村兵败自杀，于是朝廷命廷雍护理直隶总督。
8月15日（农历七月二十一日），八国联军攻占北京。9月15日。10月11日，直隶总督李鸿章抵达北京议和，下令不准抵抗。10月16日（闰八月二十三日），英、法、德、意四国军队占领保定，10月23日（农历九月初一）夜逮捕廷雍等清朝官员，关押在北大街原福音堂内。11月6日（农历九月十五），占领军将布政使廷雍、城守尉奎恒、参将王占魁押赴直隶总督署大堂，用《大清律例》进行审判，判处3人死刑，并且特意选择在凤凰台斩首。廷雍护理直隶总督53天。其妾燕佳氏亦服毒自尽。
廷雍死后，清廷表示对廷雍被杀事件“愤懑”，表示中国官员应交中国自行处分，不应侵夺自主权。廷雍无头的躯干运回北京，和一银头葬于清河镇。保定城隍庙内也祭祀廷雍。
廷雍擅长山水画，师法“四王”。